# کاال‌ام

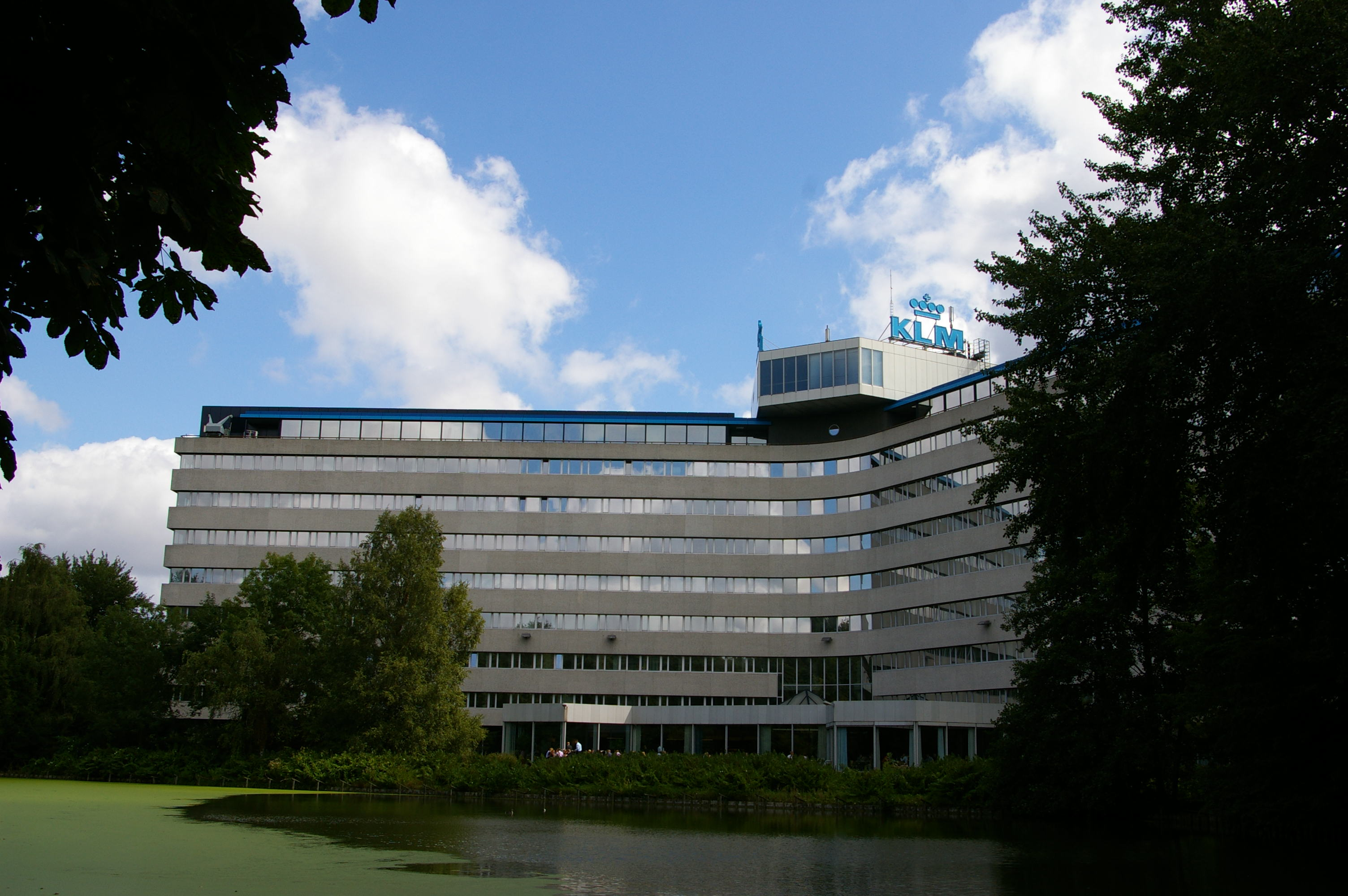
دفتر مرکزی کاال‌ام

کا ال ام (KLM) یا به‌طور کامل (Koniklijke Luchtvaart Maatschapij) بخشی از شرکت هواپیمایی ایرفرانس-کی ال ام است. این شرکت پیش از ادغام در ایرفرانس هواپیمایی ملی هلند به‌شمار می‌رفت. شرکت ایرفرانس-کی ال ام یک شرکت فرانسوی-هلندی است که تحت قوانین کشور فرانسه قرار دارد و پایگاه اصلی آن در نزدیکی فرودگاه شارل دوگل پاریس واقع است. این شرکت همچنین بزرگ‌ترین هواپیمایی اروپا به‌شمار می‌رود. (از نظر حجم مسافر، میزان درآمد سالیانه و مسافت طی شده) کی ال ام در سال ۲۰۰۴ میلادی بیش از ۶ میلیون مسافر را جابجا نمود.
ایرفرانس-کی ال ام یکی از اعضای اصلی کارتل هوایی اسکای تیم آلیانس به‌شمار می‌رود. از دیگر اعضای این کارتل می‌توان به هواپیمایی دلتا، آئرومکزیکو، هواپیمایی کره، هواپیمایی چک، آلیتالیا، هواپیمایی نورث وست، آئروفلوت و هواپیمایی کنتیننتال اشاره کرد. هر دو شرکت ایرفرانس و کی ال ام پس از ادغام نیز با نشان اختصاصی خود پرواز می‌کنند. در حال‌حاضر کاال‌ام قدیمی‌ترین خط هواپیمایی فعال و عملیاتی دنیا است.

## تاریخچه
کی ال ام که بیشترین پروازهای بدون بار و ارزان میان آسیا اروپا و آمریکا را انجام می‌دهد در روز ۷ اکتبر سال ۱۹۱۹ میلادی تأسیس شد. این موضوع کی ال ام را به قدیمی‌ترین شرکت هواپیمایی جهان که هنوز تحت نام اولیه خود فعالیت می‌کند تبدیل کرده‌است. اولین پرواز کی ال ام در روز ۱۷ مه سال ۱۹۲۰ و در مسیر لندن به آمستردام انجام گرفت. تنها مسافران این پرواز دو خبرنگار انگلیسی و تعدادی روزنامه بودند. این پرواز با یک فروند هواپیمای ایر کو دهاویلند DH۱۶ با شناسه EALU صورت گرفت. جری شاو خلبانی این پرواز را به عهده داشت. با این حال پروازهای منظم شرکت از سال ۱۹۲۱ آغاز شد. در آن زمان کی ال ام پروازهای مختلفی را از آمستردام به مقصد شهرهایی چون روتردام، بروکسل، پاریس، لندن، برمن، کپنهاک و مالمو با هواپیماهای فوکر F۲&۳ انجام می‌داد.
پروازهای بین قاره‌ای شرکت در سال ۱۹۲۹ با پرواز به کلونی در اندونزی آغاز شد. این پرواز توسط هواپیماهای فوکر F7-B انجام می‌گرفت. اولین پرواز شرکت بر فراز اقیانوس اطلس در دسامبر سال ۱۹۳۴ به مقصد کوراکوا آغاز شد. در ۲۱ ماه مه سال ۱۹۴۶ کی ال ام پرواز منظم آمستردام به نیویورک را راه‌اندازی نمود. نخستین پرواز شرکت برفرلز قطب شمال در سال ۱۹۵۸ و به مقصد ژاپن انجام گرفت.
در مارس سال ۱۹۶۰، نخستین هواپیمای جت را وارد ناوگان خود کرد: یک فروند داگلاس دی سی ۸. استفاده از فرودگاه اسکیپول(Schiplol Airport) در سال ۱۹۶۷ آغاز شد، و اولین بویینگ ۷۴۷ در فوریه ۱۹۷۱ وارد ناوگان شرکت گشت. در این سال عصر هواپیماهای جت پهن پیکر برای کی ال ام آغاز گشت در سال 1977 هم یک فروند بویینگ200-747 این شرکت به علت اشتباه مهلک خلبان این هواپیما یاکوب فان زانتن به بویینگ747 پان ام امریکن برخورد کرد و همین باعث شد بزرگترین حادثه هواپیمایی جهان رقم بخورد این حادثه در باند فرودگاه تنریف اسپانیا رخ داد و پیامد های زیادی برای این شرکت داشت. در ژوئن سال ۱۹۸۹ شرکت اولین بویینگ ۷۴۷–۴۰۰ خود را به نمایش گذاشت. در ژوئیه سال بعد اعلام شد کی ال ام ۲۰ درصد از سهام شرکت آمریکایی نورث وست(Northwest Airlines) را خریداری کرده‌است، این موضوع سبب ایجاد اتحادی قدرتمند بین این دو شرکت هواپیمایی گشت. درمارس سال ۱۹۹۹ هر دو شرکت راه‌اندازی ورلد بیزینس کلاس(World Business Cladd) را در پروازهای بین قاره‌ای خود اعلام کردند. اولین
 بویینگ ۷۶۷–۳۰۰ای آر، کی ال ام در ژوئیه ۱۹۹۵ به پرواز درآمد.
در مارس و ژوئن ۲۰۰۲ کی ال ام اعلام کرد، با خرید هواپیماهای بویینگ ۷۷۷–۲۰۰ای آر و ایرباس‌های ای ۳۳۰–۲۰۰ و بازنشسته کردن هواپیماهای بویینگ ۷۶۷، ۷۴۷–۳۰۰ و مک دانل داگلاس ام دی ۱۱ ناوگان بین قاره‌ای خود را نوسازی خواهد کرد. در همین چارچوب در نخستین بویینگ ۷۷۷ در ۲۵ اکتبر ۲۰۰۳ و نخستین ایرباس ای ۳۳۰ در ۲۵ اوت ۲۰۰۵ به ناوگان کی ال ام پیوست.

### ساختار سازمانی
سهام کی ال ام در بازارهای بورس آمستردام، نیویورک و پاریس معامله می‌شود.
شرکت‌های تابعه:
- کی‌ال‌ام سیتی‌هاپر(KLM Cityhopper)
- کی ال ام کارگو(KLM Cargo)
- کی ال ام آسیا(KLM Asia)
- آکادمی پرواز کی ال ام(KLM Flight Academy)
- هواپیمایی ترانساویا(Transavia Airlines)
- ۵۰ درصد سهم در مارتین ایر(Martin Air)
- ۲۴ درصد سهم در هواپیمایی کنیا(Kenya Airways)

شرکت‌های تابعه سابق:
- کی ال ام آلپ(KLM Alps)
- کی ال ام اکسل(KLM Exel)
- کی ال ام هلی کوپتر(KLM Helicopter)
- کی ال ام بریتانیا(KLM UK)(که بعداً در کی ال ام سیتی هاپر ادغام شد)